# Randa El Behery
Randa El Behery (El Cairo, 8 de agosto de 1983) es una actriz y modelo egipcia.

## Biografía
Nacida en El Cairo en 1983, El Behery estudió inglés en la Universidad de El Cairo. Inició su carrera en el modelaje apareciendo en varios comerciales y campañas publicitarias antes de debutar en la serie de televisión Shames youm Geded en el año 2000. A partir de entonces ha registrado numerosas apariciones en series de televisión de su país como Awlad Hetetna, Afaryt el-Sayala, Banat Afandyna, Hafid Ezz y El Marsa we wl bahr, entre otras. Sus créditos cinematográficos incluyen producciones como Ahasys, Aychen El Lahza y Hassan and Marcus.

## Filmografía

### Cine y televisión
- 2020 - The Blue Whale
- 2018 - The Godfather: Part 2
- 2016 - Asfoora
- 2016 - Saber Google
- 2015 - Bard el-Sheta
- 2015 - Halet Eshq
- 2015 - Upside Down
- 2014 - A Girl from Dar Elsalam
- 2013 - Selssal El Dam
- 2013 - Mosalsaliko
- 2013 - Al Qaserat
- 2013 - Bosy Cat
- 2012 - Sabbubah
- 2010 - Aysheen el lahza
- 2010 - Ahasees
- 2009 - Khalik Fe Hallak
- 2009 - Bedoon Reqaba
- 2008 - Ehna Etaabelna abl keda
- 2008 - Ayam sa3ba
- 2008 - Ghurfah 707
- 2008 - Hassan wa Morcus
- 2008 - Leila Fi Al Qamar
- 2007 - Kashf hesab
- 2006 - Awqat faragh
- 2006 - Mateegy norko
- 2001 - Gawas biqarar gomhory)